# Angela Borgia
Angela Borgia, född 1486, död mellan 1520 och 1522, var en italiensk adelskvinna. 
Hon var dotter till Guillem Ramon de Borja och Isabel de Moncada, och därmed släkting till påven Alexander VI. Hon uppfostrades i Rom tillsammans med sin kusin Lucretia Borgia, och följde med denna till Ferrara när Lucrezia 1501 gifte sig med Alfonso I av Este. 
Hon prisades för sin skönhet under sin samtid, och flera samtida renässanskonstnärer dedikerade verk till henne. Ludovico Ariosto dedikerade den sista kantaten i Orlando Furioso till henne. Tavlan "Den vackra Prinsessan" av Leonardo da Vinci har föreslagits vara av henne. Diomede Guidalotti dedikerade två sonetter till henne, och Pietro Bembo hyllade henne som en ängel. 
Under hennes tid i Ferrara blev halvbröderna kardinal Ippolito d'Este och Giulio d'Este, Alfonso I:s bröder, förälskade i henne. I november möttes de i en duell. Giulio d'Este förlorade och konspirerade sedan tillsammans med sin bror Ferrante d'Este för att störta Alfonso I. De upptäcktes och blev 1506 satta i fängelse, där de kvarblev till Alfonsos död 1559. 
Hon gifte sig 6 december 1506 med Alessandro Pio of Savoia, herre av Sassuolo, och födde i januari 1507 sin son med Giulio d'Este. 